# Bordô
O bordô ou castanho-avermelhado (literalmente da cor do vinho tinto de Bordéus - Bordeaux) é uma variação de tom da cor vermelha, um pouco mais escuro que a cor grená.

## Cores nacionais
- Bordô e branco são as cores nacionais da República da Letônia e do Qatar.